# Anastassia Iermakova
Anastassia Nikolaïeva Iermakova (russe : Анастаси́я Никола́евна Ермако́ва), née le 8 avril 1983 à Moscou, est une nageuse synchronisée russe.

## Carrière
Avec Anastassia Davydova, elle est sacrée championne olympique de natation synchronisée en duo et en équipe aux Jeux olympiques de 2004 se déroulant à Athènes et aux Jeux olympiques de 2008 se tenant à Pékin.